# Britt Karin Larsen
Britt Karin Larsen född 16 april 1945, är en norsk poet och romanförfattare. 
Larsen debuterade som lyriker 1978 med 5 mg blues og andre dikt, och har en stor produktion av diktsamlingar och romaner bakom sig. Hon är emellertid särskilt känd för sin roman-trilogi om resandefolket, De som ser etter tegn (1997), De usynliges by (1998) och Sangen om løpende hester (1999). Trilogin har kallats ett litterärt monument över romanifolket i Norge. Larsen belönades med Norska PENs yttrandefrihetspris, Ossietzky-priset, år 2000.